# Чепмен, Джеймс
Джеймс Чепмен (англ. James Chapman; 27 декабря 1831, Кейптаун, Западно-Капская провинция — 4 февраля 1872, ЮАР) — южноафриканский учёный.

## Биография
С 1840 года Чепмен проживал в Провинции Наталь (нынешнее название Республики Наталь), откуда предпринимал поездки по торговым делам. Он неоднократно посещал озеро Нгами, где открывал солевые скважины. В 1855 году он переехал в Уолфиш-Бей. В 1860 Чепмен организовал научно-исследовательскую экспедицию к водопаду Виктория. Но экспедиционное оборудование в результате аварии было сильно повреждено, и в 1863 году Чепмен снова вернулся в Уолфиш-Бей.

## Транскалахарская автомагистраль
В 1850 году Чепмен разработал план по созданию дороги под названием Sand-Pad. В конце XX века дорога была переоборудована в автомагистраль под названием Транс-Калахари.
С 1998 года Транс-Калахари является основной коммуникацией между Уолфиш-Бей и Свакопмундом (портом Атлантики) и Мапуту (портом Индийского океана). Также по Транскалахарской дороге удобно осуществлять туристические поездки, потому что доехать от Виндхука до Йоханнесбурга стало значительно легче с появлением Транс-Калахари: Южная дорога, проходящая через Апингтон, занимает значительно дольше.